# P-xileno
p-Xileno ou para-xileno é um hidrocarboneto aromático, baseado no benzeno com dois grupos metil. A letra p (para) identifica a localização dos grupos metil em posições opostas (1,4) no anel benzênico.
Ele é um dos três isômeros conhecidos genericamente por xileno. Os outros dois são o orto-xileno e o meta-xileno.
O para-xileno é usado em grande escala para a fabricação de ácido tereftálico, que serve de base para o plástico PET. 